# Ha Seung-ri
Ha Seung-ri (Hangul: 하승리, Hanja: 河胜理, Hán-Việt: Hà Thắng Lý; sinh ngày 9 tháng 1 năm 1995) là một nữ diễn viên người Hàn Quốc trực thuộc EL Park.

## Sự nghiệp
Năm 1999, khi mới 5 tuổi, Ha Seung-ri xuất hiện lần đầu với vai Kang Hye-rim, con gái của Shim Eun-ha và Lee Jong-won, trong bộ phim truyền hình Youth Trap của đài SBS, ghi nhận tỷ suất người xem cao nhất vào thời điểm đó là 53,1%. Nhờ sự nổi tiếng này, cô trở thành 'sao nhí', khi thường xuyên xuất hiện trong các chương trình dành cho thiếu nhi như Kiss and Ding Dong Dang Kindergarten, cùng nhiều hoạt động công việc.
Sau đó, Ha Seung-ri bắt đầu vai một nữ diễn viên trưởng thành với nhân vật Hwang Young-geon trong bộ phim truyền hình Học đường 2017 phát sóng vào thứ Hai và thứ Ba trên kênh KBS2, và lần đầu tiên cô xuất hiện sau 19 năm ra mắt trong bộ phim truyền hình mỗi buổi tối Sunny Again Tomorrow của đài KBS1 vào năm 2018.
Sau đó, năm 2019, Ha Seung Lee góp mặt trong bộ phim truyền hình Search: WWW của đài tvN, và ba năm sau vào năm 2022, Ha Seung-ri xuất hiện trong vai cung thủ Jang Ha-ri trong loạt series Ngôi trường xác sống của Netflix. Cô đã nhận được rất nhiều sự chú ý với vai diễn Ha-ri sau khi bộ phim được phát sóng.

## Danh sách phim

### Phim điện ảnh
| Năm  | Tựa đề                 | Vai                          | Ghi chú   | Ng.   |
| ---- | ---------------------- | ---------------------------- | --------- | ----- |
| 2000 | Asako in Ruby Shoes    | Cháu gái Woo-in              | Vai phụ   |       |
| 2002 | Ardor                  | Soo-jin                      | Vai phụ   |       |
| 2003 | A Man Who Went to Mars | So-hee (lúc nhỏ)             | Vai phụ   |       |
| 2003 | Reversal of Fortune    | Đứa trẻ ở công viên          | Khách mời |       |
| 2005 | The Rainy Day          | Con gái Soo Jin              | Vai phụ   |       |
| 2010 | Ác nhân                | Nữ sinh trung học ở bến cảng | Vai phụ   |       |
| 2011 | Sunny                  | Ye-bin                       | Vai phụ   |       |
| 2017 | Dead again             | Li-na                        | Vai phụ   | [ 6 ] |

### Phim truyền hình
| Năm  | Tựa đề                                   | Kênh          | Vai                                | Ghi chú   | Ng.         |
| ---- | ---------------------------------------- | ------------- | ---------------------------------- | --------- | ----------- |
| 1999 | Youth Trap                               | SBS           | Kang Hye-rim                       | Vai phụ   |             |
| 1999 | Waves                                    | SBS           |                                    | Vai phụ   |             |
| 2000 | Legends of Love                          | SBS           |                                    | Vai phụ   |             |
| 2000 | Doctor Doctor                            | iTV           |                                    | Vai phụ   |             |
| 2000 | Etiquette About Love                     | MBC           | Yeol-mae                           | Vai phụ   |             |
| 2000 | Ajumma                                   | MBC           |                                    | Vai phụ   |             |
| 2000 | I Want to Keep Seeing You                | SBS           |                                    | Vai phụ   |             |
| 2001 | Law of Marriage                          | MBC           |                                    | Vai phụ   |             |
| 2001 | Santa Dad                                | SBS           | Haeng-soon                         | Vai phụ   |             |
| 2002 | Until Winter                             | MBC           | Eun-seo                            | Vai phụ   |             |
| 2002 | Giày thủy tinh                           | SBS           | Kim Yoon-hee (lúc nhỏ)/Lee Sun-woo | Vai phụ   |             |
| 2002 | Whenever the Heart Beats                 | KBS2          |                                    | Vai phụ   |             |
| 2003 | Paper Airplane                           | MBC           | Ha-neul                            | Vai phụ   |             |
| 2003 | Nonstop 3                                | MBC           |                                    | Vai phụ   |             |
| 2003 | Open Drama Man and Woman                 | SBS           | Eun-ji                             | Vai phụ   |             |
| 2004 | The Age of Heroes                        | MBC           | Chun Tae-hee (lúc nhỏ)             | Vai phụ   |             |
| 2004 | Our Ham                                  | KBS2          | Choi Hyun-ji                       | Vai phụ   |             |
| 2005 | My Love Toram                            | SBS           | Kim Eun-bi                         | Vai phụ   |             |
| 2005 | Winter Child                             | EBS           | Noh Gong-joo                       | Vai phụ   |             |
| 2006 | Yeon Gae So Moon                         | SBS           | Kim Bo-hee (lúc nhỏ)               | Vai phụ   |             |
| 2006 | Picnic                                   | KBS2          | Seo Jin-joo                        | Vai phụ   |             |
| 2007 | Bad Woman, Good Woman                    | MBC           | Song Jin-ah                        | Vai phụ   |             |
| 2008 | Amnok River Flows                        | SBS           | Choi Moon-ho (lúc nhỏ)             | Vai phụ   |             |
| 2009 | What's for Dinner?                       | MBC           | Jeong Eunji                        | Vai phụ   |             |
| 2010 | Vua bánh mì                              | KBS2          | Goo Ja-kyung (lúc nhỏ)             | Vai phụ   |             |
| 2010 | I Am Legend                              | SBS           | Jo Eun-ji                          | Vai phụ   |             |
| 2010 | Housewife Kim Kwang-Ja's Third Activitie | MBC           | Na Yoo-mi                          | Vai phụ   |             |
| 2012 | Nữ phi công xinh đẹp                     | SBS           | Nữ sinh                            | Khách mời |             |
| 2012 | I Remember You                           | SBS           | Yoo Woo                            | Vai phụ   |             |
| 2012 | Phantom                                  | SBS           | Jung Mi-young                      | Vai phụ   |             |
| 2012 | Happy Ending                             | JTBC          | Park Na-ri                         | Vai phụ   |             |
| 2014 | Cánh của bí mật                          | SBS           | Trinh Thuần Vương hậu              | Vai phụ   |             |
| 2015 | Unkind Ladies                            | KBS2          | Kim Hyun-sook (lúc nhỏ)            | Vai phụ   |             |
| 2015 | Hậu trường giải trí                      | KBS2          | Tak Ye-jin (lúc nhỏ)               | Vai phụ   |             |
| 2015 | Trains Don't Stop at Noryangjin Station  | KBS2          | Jang Yoo-ha                        | Vai phụ   |             |
| 2015 | Sống lại tuổi 20                         | tvN           | Ha No-ra (lúc nhỏ)                 | Vai phụ   |             |
| 2016 | Rickety Rackety Family                   | Naver TV Cast | Jung Na-mi                         | Vai phụ   |             |
| 2016 | Bí mật người phụ nữ                      | KBS2          | Byun Mi-rae                        | Vai phụ   |             |
| 2017 | Sếp Kim đại tài                          | KBS2          | Lee Min-ji                         | Khách mời |             |
| 2017 | Học đường 2017                           | KBS2          | Hwang Young-gun                    | Vai phụ   |             |
| 2018 | Sunny Again Tomorrow                     | KBS1          | Hwang Ji Eun                       | Vai chính | [ 3 ] [ 4 ] |
| 2019 | Tìm kiếm: WWW                            | tvN           | Hong Yoo-jin                       | Vai phụ   |             |
| 2020 | Quân vương bất diệt                      | SBS           | Jang Yeon-ji                       | Khách mời |             |
| 2022 | Ngôi trường xác sống                     | Netflix       | Jang Ha-ri                         | Vai phụ   | [ 7 ]       |

### Chương trình truyền hình
| Năm       | Tên chương trình        | Kênh | Tập | Vai trò            | Ng.                  |
| --------- | ----------------------- | ---- | --- | ------------------ | -------------------- |
| 2002      | Comedy House            | MBC  | –   | Thành viên cố định |                      |
| 2002-2004 | Ding Dong Dang          | EBS  | –   | Thành viên cố định |                      |
| 2018      | Ranking show 1,2,3      | MBC  | 27  | Khách mời          | [ 8 ]                |
| 2019      | King of Mask Singer     | MBC  | 193 | Người chơi         | [ 9 ] [ 10 ]         |
| 2022      | Knowing Bros            | JTBC | 323 | Khách mời          | [ 11 ] [ 12 ] [ 13 ] |
| 2022      | South Korean Foreigners | MBC  | 182 | Khách mời          |                      |